# KAA Gent
KAA Gent är en fotbollsklubb, friidrotts- och landhockeyklubb från Gent i Belgien. Hemmamatcherna i fotboll spelas på Ghelamco Arena.

## Meriter
- Belgiska Mästare (1): 2014–15
- Belgiska vice-mästare (3): 1954–55, 2009–10, 2019–20
- Belgiska Cupen (4): 1963–64, 1983–84, 2009–10, 2021–22
- Cupfinalister (6): 1963–64, 1983–84, 2007–2008, 2009–10, 2019–20, 2021–22
- Supercupen (1): 2015
- Supercupen (finalister) (3):  1984, 2010, 2015, 2021-22
- Gouden Schoen (3): ("Guldskon" för bästa spelare i Belgiska ligan): Roland Storme (1958), Mbark Boussoufa (2006), Sven Kums (2015)

## Spelare

### Truppen
| Nr | Land      | Pos | Namn              |
| -- | --------- | --- | ----------------- |
| 1  | Frankrike | MV  | Paul Nardi        |
| 3  | England   | F   | Archie Brown      |
| 4  | Japan     | F   | Tsuyoshi Watanabe |
| 5  | Marocko   | F   | Ismaël Kandouss   |
| 6  | Israel    | MF  | Omri Gandelman    |
| 7  | Sydkorea  | MF  | Hyun-Seok Hong    |
| 8  | Belgien   | MF  | Pieter Gerkens    |
| 10 | Marocko   | A   | Tarik Tissoudali  |
| 11 | Belgien   | A   | Hugo Cuypers      |
| 13 | Belgien   | MF  | Julien De Sart    |
| 15 | Belgien   | F   | Bram Lagae        |
| 17 | Danmark   | MF  | Andrew Hjulsager  |
| 18 | Belgien   | MF  | Matisse Samoise   |

| Nr | Land    | Pos | Namn                   |
| -- | ------- | --- | ---------------------- |
| 19 | Belgien | A   | Malick Fofana          |
| 20 | Nigeria | A   | Gift Orban             |
| 21 | Belgien | F   | Brian Agbor            |
| 22 | Senegal | F   | Noah Fadiga            |
| 23 | Nigeria | F   | Jordan Torunarigha     |
| 24 | Belgien | MF  | Sven Kums              |
| 25 | Angola  | F   | Núrio Fortuna          |
| 26 | Belgien | MV  | Louis Fortin           |
| 28 | Belgien | A   | Matias Fernandez-Pardo |
| 29 | Belgien | A   | Laurent Depoitre       |
| 30 | Belgien | MV  | Célestin De Schrevel   |
| 33 | Belgien | MV  | Davy Roef              |

### Utlånade spelare
| Nr | Land            | Pos | Namn                                              |
| -- | --------------- | --- | ------------------------------------------------- |
|    | Elfenbenskusten | MF  | Anderson Niangbo (i Aktobe till 31 december 2023) |
|    | Georgien        | MF  | Giorgi Chakvetadze (i Watford till 30 juni 2024)  |

| Nr | Land       | Pos | Namn                                             |
| -- | ---------- | --- | ------------------------------------------------ |
|    | Australien | MF  | Keegan Jelacic (i Stabaek till 31 december 2023) |

### Kända spelare
- Emir Kujovic
- Jacob Rinne
- Ole Martin Årst
- Foeke Booy
- Mbark Boussoufa
- Søren Busk
- Marc Degryse
- Michel De Wolf
- Ivica Dragutinović
- Khalilou Fadiga
- Frédéric Herpoel
- Ahmed Hossam
- Jef Jurion
- Suad Katana
- Aad Koudijzer
- Nicolas Lombaerts
- Miloš Marić
- Richard Orlans
- Petter Rudi
- Bryan Ruiz
- Cees Schapendonck
- Gunther Schepens
- Alin Stoica
- Kiyiaki Tokodi
- Erwin Vandenbergh
- Eric Viscaal
- Erik Johansson